# کراننبورگ (نیدرزاکسن)
کراننبورگ (به آلمانی: Kranenburg) یک شهر در آلمان است که در Oldendorf-Himmelpforten واقع شده‌است. کراننبورگ ۷۷۱ نفر جمعیت دارد.